# I Viulàn
I Viulàn sono un gruppo musicale folk italiano, nato negli anni settanta sulle montagne dell'Appennino Tosco Emiliano, che si occupa del recupero e della riproposizione del canto popolare della zona del Frignano in provincia di Modena.
Il gruppo già vincitore di un disco d'argento Emi per la ricerca etnomusicale partecipa nel 2005 all'International Music Festival Sharq Taronalari (Melodie d'oriente) di Samarcanda in cui si classifica in seconda posizione concorrendo con le eccellenze della musica popolare mondiale e primo gruppo italiano a salire sul podio. Negli ultimi anni i Viulan hanno partecipato a numerosi festival sia a livello nazionale che a livello internazionale partecipando a importanti festival in Germania, Svizzera, Francia e Marocco.
Il loro repertorio spazia dai ritmi di danza tradizionali, a canzoni ballate e filastrocche legate alla vita quotidiana, ai lavori agricoli e alle feste di paese e alle ninna nanne. Attualmente il gruppo è costituito da tre voci, chitarra e strumenti a pizzico popolari strumenti tipici della tradizione musicale dell’Appennino tosco-emiliano. Nelle loro esibizioni sviluppano complesse polifonie vocali e strumentali, che contribuiscono a restituire il senso della comunità e delle antiche tradizioni orali dei luoghi da cui provengono.
Il gruppo Viulan ha fatto da gruppo spalla negli anni '70 a Guccini e anche ai Jethro Tull nel 1997 .

## Formazione
- Lele Chiodi - baritono
- Carlo Pagliai - tenore
- Lauro Bernardoni - basso
- Giorgio Albiani - chitarra e arrangiamenti
- Silvio Trotta - chitarra battente, mandolino, mandoloncello, basso acustico
- Marco Arturo Casacci - violino (nella prima formazione iniziale)
- Germano Tagliazucchi - produttore insieme a Francesco Guccini (album la luna)
- Giuliano Biolchini - chitarre e mandola (nella prima formazione iniziale)

## Discografia

### Album in studio
- 1974 – I Viulàn
- 1977 – I Viulàn
- 1981 – Luna
- 1996 – Escamadul
- 2001 – La notte di Valentina
- 2016 – Cento ducati

### Album dal vivo
- 2005 – Viulàn Live